# Sèleco
Sèleco est un important constructeur de matériels électroniques grand public et d'électroménager italien.

## Histoire[1]

### Les débuts
L'entreprise a été créée par l'ingénieur Giorgio Tranzocchi. Elle résulte de la transformation de la société Zanussi Elettronica, division électronique du géant italien de l'électroménager blanc, créée quelques années auparavant par l'ingénieur Tranzocchi sur ordre de Lino Zanussi, son employeur.
Le marché des produits électroménagers dits bruns, (radio, magnétophones, téléviseurs, etc.) explosait. La marque Sèleco, grâce à la qualité de ses produits, conquiert facilement une grande part du marché en Italie et dans de nombreux pays où ils sont exportés. La marque se diversifie et lance, dès 1974, une console révolutionnaire la Ping-O-Tronic. C'est la première console produite en Italie.

## La crise des années 1980
Au début des années 1980, le secteur de l'électroménager commence à ressentir une crise de la demande liée à un début de saturation du marché. En 1984, Lino Zanussi décède accidentellement et la société connaît alors une grave crise de gouvernance accentuée par la récession généralisée du secteur. Le groupe Zanussi ouvre son capital au suédois Electrolux, le même groupe qui, ironie de l'histoire, en grande difficulté financière et technique, avait cherché à se faire racheter, au milieu des années 1960, par Zanussi qui n'avait pas donné suite.
Sèleco ne fait pas partie de la reprise et devient une entreprise indépendante d'électronique, spécialisée dans la production de téléviseurs couleur haut de gamme. La nouvelle société Sèleco est créée avec l'apport de Zanussi, la société financière publique REL et Indesit qui possèdent respectivement 45,26%, 49,0% et 5,74%. Sèleco devient rapidement le plus important constructeur italien du secteur avec 13% du marché national.
Les débuts s'avèrent difficiles et les pertes s'accumulent essentiellement à cause de gros investissements en matière de marketing et communication comme la sponsorisation du club de football romain Lazio de 1982 à 1984. La technologie suit l'évolution générale et Sèleco lance ses premiers téléviseurs digitaux accompagnés des premiers décodeurs pour la télévision à péage par satellite, et devient le fournisseur unique des décodeurs pour le diffuseur italien du bouquet Telepiù.
À partir de 1988, la société cherche un repreneur mais ne sera vendue qu'en 1991 à l'entrepreneur piémontais Gian Mario Rossignolo, administrateur délégué (CEO) de l'entreprise Sèleco. Les comptes de la société tout comme sa production (900.000 téléviseurs et 100.000 magnétoscopes par an) progressent et, en 1992, Sèleco prend le contrôle de son concurrent espagnol Elbe, premier fabricant espagnol de téléviseurs à Barcelone. Sèleco devient ainsi le quatrième plus important constructeur du secteur en Europe. La même année, Sèleco rachète à la famille italienne Brion la marque Brionvega, prestigieuse marque italienne de produits électroniques, réputée pour ses modèles de téléviseurs, radio et téléphones dessinés par de célèbres designers italiens comme Franco Albini, Mario Bellini, Richard Sapper ou Marco Zanuso. Durant cette période, Sèleco dispose de cinq sites de production, trois en Italie (Pordenone, Milan, Airasca (province de Turin), un en Espagne et un à Malte, et occupe plus de 3.000 salariés.
Une division de Sèleco est dédiée au développement des vidéoprojecteurs à tube cathodique. Pour ces applications, Sèleco s'est associé, en 1993, avec la société italienne ESB d'Aprilia (province de Latina), le plus important producteur de haut-parleurs en Italie et le plus avancé technologiquement.

## La crise
À partir de 1993, Sèleco doit faire face à une nouvelle crise financière due essentiellement aux importants investissements réalisés las années précédentes ce qui a réduit sa compétitivité sur un marché très concurrentiel. Le site espagnol qui accumulait les pertes a été fermé mais, en 1994 la société a risqué le dépôt de bilan. Sèleco sera sauvée grâce à un plan de recapitalisation de 45 milliards de lires, assurée par Rossignolo lui même à hauteur de 42,64%, la Région Frioul-Vénétie Julienne 28,89%, un groupe de banques 23,33% et des salariés 5,14%.
Au cours du printemps 1997, Sèleco, malgré la tentative de reprise qui n'a pas produit les résultats escomptés dans un marché européen en pleine crise, conduit la société au dépôt de bilan acté par le Tribunal de Pordenone le 17 avril 1997.

## Les tentatives de relance
Le groupe industriel Formenti, créé par Carlo Formenti, fait une offre de rachat de Sèleco au tribunal de Pordenone, qui concerne également l'ensemble des marques commerciales : Brionvega, Imperial, Kerion, Phonola, Stern, Televideon, Walkie et Webrik. Une nouvelle société est créée Sèleco-Forment.
La direction du groupe assurée par de grands professionnels du secteur, avec une longue expérience dans la production de téléviseurs, comme Francesco Maraccani. La production des modèles Doney, Algol et CuboGlass reprend progressivement, les meilleurs produits de la gamme haute de Brionvega.
Les années 2000 débutent avec une concurrence particulièrement virulente des fabricants turcs qui inondent le marché de produits très bon marché qui entrainent une baisse générale des prix de référence. Les dirigeants de Sèleco décident de tout miser sur la production des premiers téléviseurs LCD (Ego 15 pouces) et de renouveler la gamme Brionvega avec la création de Doge œuvre due au designer Mario Bellini. En 2004, la situation est vraiment critique au point de devoir demander la mise en liquidation de la société Sèleco-Formenti.
À partir du mois de février 2005, la société est mise sous administration judiciaire provisoire pendant une année. Exactement un an plus tard, en février 2006, la société va être définitivement liquidée quand les entrepreneurs frioulans Marco et Carlo Asquini obtiennent l'accord du Tribunal, en août 2006, pour reprendre la société et de la dénommer Super//Fluo. La nouvelle société conserve trois marques historiques de téléviseurs made in Italy : Sèleco, Brionvega et Imperial.
Malgré les investissements réalisés pour relancer la production avec l'embauche du grande partie du personnel de l'ancienne société et des efforts remarquables de communication notamment avec la marque Sèleco comme sponsor important en 2007 et 2008 sur les chaînes de télévision du groupe Mediaset de Silvio Berlusconi, en mars 2009, la nouvelle société Super//Fluo se trouve à son tour en crise qui la conduit à la cession des marques Sèleco, Imperial et Phonola à la société Selek Technology de l'entrepreneur d'Udine Kelen Calligaro qui, comme tous ceux qui l'ont précédé, ne réussira pas à redresser l'entreprise.

## Reprise par Twenty et la nouvelle Sèleco
En décembre 2016, la société Twenty qui avait racheté peu avant le fabricant Magnadyne et qui disposait de l'exclusivité de distribution en Italie des marques SABA et Nordmende, annonce le rachat de Sèleco. L'entreprise se fixe pour objectif de relancer la marque à partir du printemps 2017, avec une ligne de téléviseur LED très haut de gamme au design signé, qui doivent être fabriqués en Italie dans l'usine Twenty de Côme. Mais les ambitions de la nouvelle direction sont très ambitieuses et il est décidé de restructurer l'usine de Pordenone. En mai 2017, Twenty change de raison sociale et reprend le nom Sèleco. La nouvelle société s'est aussi vu attribuer la commercialisation de toute la gamme des petits électroménagers Necchi. La nouvelle gamme de produits Sèleco est nettement plus vaste qu'auparavant avec la création de deux nouvelles divisions : Sèleco Easy Life, dédiée aux produits électroniques de grande consommation et Sèleco Home dédiée aux petits électroménagers. En septembre 2017, le siège social est revenu dans sa ville d'origine Trieste.